# Seimeni, Constanța
Seimeni là một xã ở hạt Constanţa, România.
Xã này có 3 làng:
- Seimeni (tên lịch sử: Seimenii Mari)
- Dunărea (tên lịch sử: Boasgic, tiếng Thổ Nhĩ Kỳ: Boğazcık)
- Seimenii Mici